# Commewijne
Commewijne je jedan od deset okruga u Surinamu. 

## Zemljopis
Okrug se nalazi u sjeverozapadnom dijelu zemlje, prostire se na 5.353 km2.  Susjedni surinamski okruzi su Marowijne na istoku, Para na jugu te Wanica i Paramaribo na zapadu. Najveći grad i središte okruga je Nieuw Amsterdam, drugi veliki grad je Alliance.

## Demografija
Prema podacima iz 2012. godine u okrugu živi 34.233 stanovnika, dok je prosječna gustoća naseljenosti 6,4 stanovnika na km².

## Administrativna podjela
Okrug je podjeljen na šest općina (nizozemski: resort).
| Općina          | Površina km² | Gustoća stan./km² | Stanovništvo (2004.) |
| --------------- | ------------ | ----------------- | -------------------- |
| Margaretha      | 191          | 4,1               | 781                  |
| Bakkie          | 440          | 1,2               | 541                  |
| Nieuw Amsterdam | 48           | 114,4             | 5.489                |
| Alkmaar         | 81           | 52,0              | 4.213                |
| Tamanredjo      | 512          | 10,8              | 5.510                |
| Meerzorg        | 1.081        | 7,5               | 8.115                |

## Vanjske poveznice
- Informacije o okrugu Commewijneu[neaktivna poveznica]